# Джонсон, Луис Артур
Луис Артур Джонсон (англ. Louis Arthur Johnson; 10 января 1891 — 24 апреля 1966) — американский государственный деятель. Был вторым Министром обороны США в кабинете президента Трумэна с 28 марта 1949 по 19 сентября 1950.

## Биография
Родился в городе Роанок в штате Виргиния. Окончил Университет Виргинии. Занимался юридической практикой в фирме Steptoe and Johnson в Кларксберге. В 1916 году избран в палату представителей Западной Виргинии. Во время первой мировой войны поступил в армию, участник военных действий во Франции. Был одним из основателей Американского легиона — организации американских ветеранов войн. С 1937 по 1940 год был заместителем военного министра США. В 1940 году был отправлен президентом Рузвельтом в отставку вместе с военным министром Гарри Вудингом. Управлял американским имуществом немецкого химического гиганта I. G. Farben. В 1942 был личным представителем Рузвельта в Индии.
В 1948 во время президентской кампании Гарри Трумэна занял пост председателя Финансового комитета Демократической партии, собирал деньги на выборы. После победы Трумэна на выборах был назначен министром обороны США, сменив на этом посту Джеймса Форрестола. Через неделю после вступления Джонсона в должность 11 стран подписали Североатлантический договор, создавший НАТО.
На посту министра обороны проводил политику резкого сокращения бюджетных расходов на оборону. Оружие и запасы оставшиеся после второй мировой войны уничтожались или продавались за границу, чтобы избежать расходов на хранение, военные корабли резались на металлолом или ставились на консервацию. Особенно сильным сокращениям был подвергнут флот и корпус морской пехоты, так как Джонсон придерживался мнения, что создание ядерного оружия и стратегической авиации уменьшает потребность в надводных кораблях и десантных операциях. В частности, было прекращено строительство гигантского суперавианосца USS United States. Это вызвало так называемую «революцию адмиралов», когда руководство флота выступил против преувеличенного развития военно-воздушных сил США за счёт флота. В частности критике подвергся новый гигантский бомбардировщик Convair B-36. Секретарь флота Джон Салливан подал в отставку в знак протеста против прекращения строительства суперавианосца.
БСЭ указывает: «Джонсон, являясь маклером ряда крупных корпораций, оказался замешанным в мошеннических махинациях, связанных с военными заказами. За взятки он обеспечил крупным монополиям заказы на десятки миллионов долларов. Член палаты представителей США Кэйси, адмирал Хэлси, председатель муниципалитета Нью-Йорка Моррис и другие дельцы, а также высшие правительственные чиновники государственного аппарата в 1948—49 закупили у военного ведомства как „военные излишки“ партию танкеров за 100 тыс. долл., продав их затем с помощью взятки тому же военному ведомству за 3 млн. 250 тыс. долл.»
Когда началась Корейская война оказалось что американские войска испытывают недостаток в оружии и снаряжении. В сентябре 1950 года Джонсон был отправлен в отставку.
После отставки Джонсон продолжал заниматься юридической практикой. Умер в 1966 году.

## Память
Его имя носит медицинский центр в городе Кларксберг (штат Западная Вирджиния).